# La Saulce
La Saulce es una comuna francesa situada en el departamento de Altos Alpes, en la región de Provenza-Alpes-Costa Azul.

## Demografía
| 567 | 565 | 688 | 638 | 632 | 905 | 1397 |
| Para los censos de 1962 a 1999 la población legal corresponde a la población sin duplicidades (Fuente: INSEE [Consultar]) |     |     |     |     |     |      |